# Tournoi de tennis de Roanoke
Le tournoi de Roanoke (Virginie, États-Unis) est un tournoi de tennis professionnel masculin du circuit ATP comptant pour l'US Indoor Tennis Circuit.
Il a été organisé de 1972 à 1975 sur surface dure.

## Palmarès messieurs

### Simple
| No | Date       | Nom et lieu du tournoi         | Catégorie | Dotation | Surface    | Vainqueur     | Finaliste        | Score    |  |
| -- | ---------- | ------------------------------ | --------- | -------- | ---------- | ------------- | ---------------- | -------- |  |
| 1  | 21-01-1972 | Roanoke International, Roanoke |           | 20 000 $ | Dur (ext.) | Jimmy Connors | Vladimír Zedník  | 6-4, 7-6 |  |
| 2  | 19-01-1973 | Roanoke International, Roanoke |           | 20 000 $ | Dur (ext.) | Jimmy Connors | Ian Fletcher     | 6-2, 6-3 |  |
| 3  | 20-01-1974 | Roanoke International, Roanoke |           | 20 000 $ | Dur (ext.) | Jimmy Connors | Karl Meiler      | 6-4, 6-3 |  |
| 4  | 29-01-1975 | Roanoke International, Roanoke |           | 20 000 $ | Dur (ext.) | Roger Taylor  | Vitas Gerulaitis | 7-6, 7-6 |  |

### Double
| No | Date       | Nom et lieu du tournoi         | Catégorie | Dotation | Surface    | Vainqueurs                   | Finalistes                     | Score         |  |
| -- | ---------- | ------------------------------ | --------- | -------- | ---------- | ---------------------------- | ------------------------------ | ------------- |  |
| 1  | 21-01-1972 | Roanoke International, Roanoke |           | 20 000 $ | Dur (ext.) | Jimmy Connors Haroon Rahim   | Vladimír Zedník Ian Crookenden | 6-4, 3-6, 6-3 |  |
| 2  | 19-01-1973 | Roanoke International, Roanoke |           | 20 000 $ | Dur (ext.) | Jimmy Connors Juan Gisbert   | Ian Fletcher Butch Seewagen    | 6-0, 7-6      |  |
| 3  | 20-01-1974 | Roanoke International, Roanoke |           | 20 000 $ | Dur (ext.) | Vitas Gerulaitis Sandy Mayer | Ian Crookenden Jeff Simpson    | 7-6, 6-1      |  |
| 4  | 29-01-1975 | Roanoke International, Roanoke |           | 20 000 $ | Dur (ext.) | Vitas Gerulaitis Sandy Mayer | Juan Gisbert Ion Țiriac        | 7-6, 1-6, 6-3 |  |